# Janey Buchan
Janey Buchan (ur. 30 kwietnia 1926 w Glasgow, zm. 14 stycznia 2012 w Brighton) – brytyjska i szkocka polityk oraz działaczka społeczna, posłanka do Parlamentu Europejskiego I, II i III kadencji.

## Życiorys
Urodziła się w rodzinie robotniczej, jej rodzice działali w Komunistycznej Partii Wielkiej Brytanii. W wieku 14 lat podjęła pracę zarobkową, wykształcenie uzupełniła w późniejszych latach. Wraz ze swoim mężem, późniejszym deputowanym Normanem Buchanem, należała do partii komunistycznej. Opuścili ją w drugiej połowie lat 50., dołączając do Partii Pracy. Zajmowała się organizowaniem festiwali kulturalnych, a także kampanii przeciwko polityce apartheidu.
W latach 1974–1979 była radną regionu Strathclyde. Wchodziła w skład Scottish Arts Council oraz Scottish Gas Consumers Council. W latach 1979–1994 przed trzy kadencje z ramienia Partii Pracy sprawowała mandat eurodeputowanej, należąc do frakcji socjalistycznej. Pracowała głównie w Komisji ds. Rozwoju i Współpracy.